# Тесь (посёлок)
Тесь — посёлок в Новосёловском районе Красноярского края России. Входит в состав Анашенского сельсовета.

## География
Посёлок расположен в 42 км к югу от районного центра Новосёлово.

## Население
| 2010 |
| ---- |
| 107  |

Гендерный состав
По данным Всероссийской переписи населения 2010 года 55 мужчин и 52 женщины из 107 чел.

## История
4 января 1898 года в селе начал работать потребительский кооператив — первый в Сибири. Паевой капитал составлял 312,5 рублей.